# Cratere Ely
Ely  è un cratere sulla superficie di Marte.